# José Condungua Pacheco
 (juin 2024).
Pour les articles homonymes, voir Pacheco.
José Condungua Pacheco, né le 10 septembre 1958, est un homme politique mozambicain qui a occupé d'importants postes gouvernementaux au Mozambique.

## Biographie
José Condungua Pacheco est né le 10 septembre 1958 dans la province de Sofala, au Mozambique.
Pacheco a occupé plusieurs postes ministériels au sein du gouvernement mozambicain. De 2017 à 2020, il a été ministre des Affaires étrangères. Avant cela, il a été ministre de l'Agriculture de 2010 à 2017. De 2005 à 2009, il a été ministre de l'Intérieur. Avant de devenir ministre, Pacheco a été gouverneur de la province de Cabo Delgado de 1998 à 2005. Il a également été vice-ministre de l'Agriculture de 1995 à 1998. Pacheco est ingénieur certifié en technologie agricole de profession,,.